# Llengua SOV
Una llengua SOV, o Subjecte Objecte Verb, és aquella que, en frases transitives, disposa per defecte els constituents en l'ordre subjecte, complement directe, verb. Per exemple, El noi les taronges menja. No és a dir, tanmateix, que d'altres ordres no són possibles, però en una llengua SOV, aquest és l'ordre més bàsic.
Segons un estudi de 402 llengües, aquest ordre és el més comú, amb el 44,78% de les llengües estudiades, lleugerament més comú que l'ordre SVO. Aquests dos ordres representen més del 85% de les llengües del món, un fet sociolingüísticament interessant atès que hi ha fins a sis possibles ordres bàsics de constituents.
Entre les llengües SOV són el llatí (encara que el català i les altres llengües filles del llatí són del tipus SVO), el basc, el grec antic, l'albanès, el japonès, el coreà, la majoria de les llengües indoiranianes (incloent l'hindi, el panjabi, el kurd, el persa, el pali, el sanskrit, el sindhi, el singalès, i d'altres), la gran majoria de les llengües tibetobirmanes, totes les llengües dravídiques, gairebé totes les llengües caucàsiques, les llengües turqueses, l'amhàric i les altres llengües etiòpiques, l'ainu, i el buruixaski.

## Propietats
Les llengües SOV tenen la tendència emprar postposicions en comptes de preposicions, col·locar els verbs auxiliars després del verb principal, situar el posseïdor abans de la possessió, posar els complementadors al final de l'oració subordinada, i disposar els títols personals en l'ordre nom-títol (per exemple, en japonès: Suzuki-san, "Sr. (o Sra.) Suzuki").

## Exemples

### Llatí
El llatí és un exemple d'una llengua amb un ordre de paraules molt lliure; no obstant això, l'ordre bàsic és SVO, encara que totes sis possibilitats són possibles per a posar l'èmfasi en distintes paraules.
| Frase     | Servus puellam amat   | Servus puellam amat   | Servus puellam amat   | Servus puellam amat | Servus puellam amat | Servus puellam amat |
| Paraules  | Servus                | puellam               | amat                  |                     |                     |                     |
| Glosa     | esclau                | noia                  | ama                   |                     |                     |                     |
| Parts     | Subjecte              | Complement directe    | Verb                  |                     |                     |                     |
| Traducció | L'esclau ama la noia. | L'esclau ama la noia. | L'esclau ama la noia. |                     |                     |                     |

### Turc
| Frase     | Ali elmayı yedi.   | Ali elmayı yedi.   | Ali elmayı yedi.   |
| Paraules  | Ali                | elmayı             | yedi               |
| Glosa     | Ali                | poma               | menjà              |
| Parts     | Subjecte           | Complement directe | Verb               |
| Traducció | Ali menjà la poma. | Ali menjà la poma. | Ali menjà la poma. |